# Phare de Sälskär
Le phare de Sälskär (en finnois : Sälskärin majakka) est un phare situé sur la petite île de Sälskär, au nord-ouest de l'archipel d'Åland, appartenant à la municipalité d'Hammarland, en région d'Åland (Finlande).

## Histoire
Le phare conçu par l'ingénieur finlandais Axel Hampus Dalström a été construit sur l'île de Sälskär en 1868. En 1949, le phare de Sälskär a été automatisé. Après le départ des gardiens, les bâtiments ont été démolis. Il fonctionne désormais à l'énergie solaire.

## Description
Le phare  est une tour cylindrique en maçonnerie de 31 mètres de haut, avec une  galerie et lanterne métallique. L'édifice est peint en blanc, le dôme de la lanterne est rouge. Il émet, à une hauteur focale de 44 mètres, deux éclats blancs toutes les 12 secondes. Sa portée nominale est de 12 milles nautiques (environ 22 km).
Identifiant : ARLHS : ALA-016 - Amirauté : C4466 - NGA : 16800.
|              |
| Îles d'Åland |

|             |
| La lanterne |

### Lien connexe
- Liste des phares de Finlande